# Echinorhynchus laurentianus
Echinorhynchus laurentianus är en hakmaskart som beskrevs av Roland 1957. Echinorhynchus laurentianus ingår i släktet Echinorhynchus och familjen Echinorhynchidae. Inga underarter finns listade i Catalogue of Life.